# يولاندا سواريس
يولاندا سواريس (بالبرتغالية: Yolanda Soares‏) هي كاتبة غنائية ومغنية برتغالية، ولدت في 30 نوفمبر 1971 في سيتوبال في البرتغال.

## وصلات خارجية
- يولاندا سواريس على موقع ميوزك برينز (الإنجليزية)
- يولاندا سواريس على موقع أول ميوزيك (الإنجليزية)
- يولاندا سواريس على موقع ديسكوغز (الإنجليزية)

- الموقع الرسمي